# بطولة تونس لكرة السلة للسيدات
بطولة تونس لكرة السلة للسيدات هي مسابقة تونسية لرياضة كرة السلة للسيدات. في السنوات الأخيرة، تقام البطولة على ثلاث مراحل: دور تمهيدي في ذهاب وإياب، بلاي أوف وبلاي أوت، وسوبر بلاي أوف الذي يجمع الأول والثاني في الترتيب.

بالنسبة للفائزين، فإن النادي الرياضي الصفاقسي يمتلك الرقم القياسي في البطولات ب19 لقب، تليه الزيتونة الرياضية ب8 ألقاب، و الملعب التونسي ب8 ألقاب، وأخيرا الترجي الرياضي التونسي ب6 ألقاب.

## قائمة الفائزين

### حسب السنوات
| - 1955–56: الملعب الغولي - 1956–57: الملعب الغولي - 1957–58: منافسة لم تلعب - 1958–59: النادي الرياضي للغاز - 1959–60: الترجي الرياضي التونسي - 1960–61: الترجي الرياضي التونسي - 1961–62: الترجي الرياضي التونسي - 1962–63: الجمعية النسائية بتونس - 1963–64: الجمعية النسائية بتونس - 1964–65: الجمعية النسائية بتونس - 1965–66: نادي فتيات بنزرت - 1966–67: الأولمبي الباجي - 1967–68: الجمعية النسائية بتونس - 1968–69: النجم الرياضي الرادسي - 1969–70: الجمعية النسائية بتونس - 1970–71: الزهراء الرياضية - 1971–72: الزهراء الرياضية - 1972–73: الزهراء الرياضية - 1973–74: الزيتونة الرياضية - 1974–75: الزيتونة الرياضية - 1975–76: الزيتونة الرياضية - 1976–77: الزيتونة الرياضية - 1977–78: الزيتونة الرياضية - 1978–79: الزيتونة الرياضية - 1979–80: الزيتونة الرياضية - 1980–81: الزيتونة الرياضية - 1981–82: الترجي الرياضي التونسي - 1982–83: الترجي الرياضي التونسي - 1983–84: الترجي الرياضي التونسي - 1984–85: شبيبة بوقطفة الرياضية - 1985–86: الملعب التونسي - 1986–87: الملعب التونسي - 1987–88: الملعب التونسي - 1988–89: الملعب التونسي | - 1989–90: الهلال الرياضي التونسي - 1990–91: الملعب التونسي - 1991–92: النادي الرياضي الصفاقسي - 1992–93: الهلال الرياضي التونسي - 1993–94: الملعب التونسي - 1994–95: الهلال الرياضي التونسي - 1995–96: الهلال الرياضي التونسي - 1996–97: النادي الرياضي الصفاقسي - 1997–98: النادي الرياضي الصفاقسي - 1998–99: النادي الرياضي الصفاقسي - 1999–00: الملعب التونسي - 2000–01: النادي الرياضي الصفاقسي - 2001–02: النادي الرياضي الصفاقسي - 2002–03: النادي الرياضي الصفاقسي - 2003–04: النادي الرياضي الصفاقسي - 2004–05: النادي الرياضي الصفاقسي - 2005–06: النادي الرياضي الصفاقسي - 2006–07: النادي الرياضي الصفاقسي - 2007–08: الأمل الرياضي بالوطن القبلي - 2008–09: نادي فتيات بنزرت - 2009–10: النادي الرياضي الصفاقسي - 2010–11: النادي الرياضي الصفاقسي - 2011–12: النادي الرياضي الصفاقسي - 2012–13: النادي الرياضي الصفاقسي - 2013–14: النادي الرياضي الصفاقسي - 2014–15: النادي الرياضي الصفاقسي - 2015–16: النادي الرياضي الصفاقسي - 2016–17: الجمعية النسائية بجمال - 2017–18: النجم الرياضي الساحلي - 2018–19: النادي الرياضي الصفاقسي - 2019–20: الملعب التونسي - 2020–21: الزهراء الرياضية - 2021–22: الأمل الرياضي بالوطن القبلي - 2022–23: الجمعية النسائية بجمال |

### حسب الفرق
| النادي                      | المدينة        | الألقاب |
| --------------------------- | -------------- | ------- |
| النادي الرياضي الصفاقسي     | صفاقس          | 19      |
| الزيتونة الرياضية           | تونس العاصمة   | 8       |
| الملعب التونسي              | تونس العاصمة   | 8       |
| الترجي الرياضي التونسي      | تونس العاصمة   | 6       |
| الجمعية النسائية بتونس      | تونس العاصمة   | 5       |
| الهلال الرياضي التونسي      | تونس العاصمة   | 4       |
| الزهراء الرياضية            | الزهراء        | 3       |
| نادي فتيات بنزرت            | بنزرت          | 2       |
| الملعب الغولي               | تونس العاصمة   | 2       |
| الأمل الرياضي بالوطن القبلي | نابل           | 2       |
| الجمعية النسائية بجمال      | جمال           | 2       |
| النجم الرياضي الساحلي       | سوسة           | 1       |
| شبيبة بوقطفة الرياضية       | بوقطفة الوردية | 1       |
| النجم الرياضي الرادسي       | رادس           | 1       |
| الأولمبي الباجي             | باجة           | 1       |
| النادي الرياضي للغاز        | تونس العاصمة   | 1       |

## مقالات ذات صلة
- كأس تونس لكرة السلة للسيدات
- بطولة تونس لكرة السلة للرجال
- الجامعة التونسية لكرة السلة

## وصلات خارجية
- ftbb.org.tn

## الملاحظات
1. ↑  هي التسمية السابقة لنادي غازيليك الرياضية بتونس، جمعية رياضية تابعة للشركة التونسية للكهرباء والغاز.